# Jam & Spoon
Jam & Spoon erano un gruppo musicale dance tedesco, formato dal compositore e produttore Rolf Ellmer (Jam El Mar) e dal dj Markus Loffel (noto come Mark Spoon) entrambi provenienti da Francoforte. La voce del gruppo era della cantante di origine croata Plavka Lonich. Tra i brani che hanno reso noto il gruppo si ricordano  The Age of Love (The Jam & Spoon Remix)  (uno dei primi classici di Trance), Right in the Night, Find Me (Odyssey to Anyoona) e Angel (Ladadi O-Heyo).

## Attività dopo lo scioglimento della band
Loffel, conosciuto anche come Mark Spoon, è deceduto nel 2006 a Berlino in seguito ad un attacco cardiaco. Nello stesso anno è stata pubblicata una compilation con tutti i successi del gruppo e Loffel è stato commemorato durante l'edizione 2006 della Love Parade. Jam El Mar continua la sua attività di produttore e musicista, curando inoltre ulteriori compilations ed EP di remix dei classici di Jam & Spoon.

## Discografia
- 1991 - BreaksUnit1
- 1993 - Tripomatic Fairytales 2001
- 1993 - Tripomatic Fairytales 2002
- 1997 - Kailedoscope
- 2004 - Tripomatic Fairytales 3003
- 2006 - Remixes & Club Classics